# 洛塔尔·库尔布尤韦特
洛塔尔·库尔布尤韦特（德語：Lothar Kurbjuweit，1950年11月6日—），德国男子足球运动员。他曾代表东德国奥队参加1972年和1976年夏季奥林匹克运动会足球比赛，获得一枚金牌和一枚铜牌。